# Różowa Pantera kontratakuje
Różowa Pantera kontratakuje (ang. Pink Panther Strikes Again) – amerykańska komedia kryminalna produkcji amerykańskiej w reżyserii Blake’a Edwardsa z 1976 roku. Piąty z serii.

## Fabuła
Charles Dreyfus, były przełożony inspektora Clouseau, który w wyniku jego działań przeżywa załamanie nerwowe, po trzech latach pobytu ucieka z szpitala psychiatrycznego. Jego celem staje się zemsta na byłym podwładnym, zajmującym obecnie jego stanowisko. Chcąc zrealizować swój plan, sam zostaje kryminalistą. Odbija z konwoju skazańca i razem z nim napada na bank. Organizuje przestępczą siatkę, zamierzając zniszczyć Clouseau.
Inspektor wyjeżdża na zaproszenie Scotland Yardu do Anglii, gdzie ma pomóc w rozwikłaniu
zagadki uprowadzenia sławnego naukowca i jego córki. W sprawie zniknięcia profesora Hugo Fassbendera i Margo, Clouseau przesłuchuje służbę. Śledząc kamerdynera Jarvisa, trafia do baru dla homoseksualistów, gdzie wdając się w bójkę zostaje zatrzymany przez policję.
W swej kryjówce, w bawarskim zamku, Dreyfus przetrzymuje zakładników. Grozi profesorowi poddaniem
torturom jego córki, jeżeli ten nie zgodzi się na współpracę. Próbuje zmusić Fassbendera do powierzenia mu tajemnicy
najnowszego wynalazku, lasera, mogącego przynieść całemu światu zagładę. Zamierza użyć tej broni, jeżeli
jego największy wróg Clouseau nie zostanie zlikwidowany. Na życie inspektora czyha dwudziestu dwóch zabójców,
próbujących wkraść się w łaski Dreyfusa. Jedną z nich jest radziecka agentka Olga, która zakochuje się
w inspektorze z Francji.
Clouseau przypadkowo dowiaduje się, że jego były szef z bolącym zębem oczekuje wizyty dentysty. Podając się za doktora, inspektor przybywa w przebraniu do zamku, gdzie Charles nadal więzi profesora Fassbendera i jego córkę.

## Nagrody i nominacje
Oscary za rok 1976
- Najlepsza piosenka – Come to Me; muzyka: Henry Mancini; słowa: Don Black (nominacja)

Złote Globy 1976
- Najlepsza komedia lub musical (nominacja)
- Najlepszy aktor w komedii lub musicalu – Peter Sellers (nominacja)